# Richard-Schönfeld-Preis
Der Richard-Schönfeld-Preis für literarische Satire ist ein von der Hamburgischen Kulturstiftung von 1996 bis 2004 alle drei Jahre vergebener Förderpreis.
Er wurde von Dr. Dorothea Liebeskind gestiftet. Die Preisstifterin ehrte mit diesem Preis das Andenken an ihren Vater Richard Schönfeld, der als sozial engagierter Kommunalbeamter von den Nationalsozialisten verfolgt und ins KZ verschleppt wurde. Spott und Satire, die Waffen der Unterdrückten, halfen ihm, sein Schicksal in Würde zu ertragen. 
Mit 10.000 € wurden bundesweit herausragende Publikationen auf dem Gebiet der literarischen Satire gewürdigt. Eine fünfköpfige Jury schlug die Preisträgerin oder den Preisträger vor.

## Die Preisträger
- 1996: Robert Gernhardt
- 1999: Max Goldt
- 2001: Viktor Pelewin
- 2004: Georg Kreisler